# Corinna phalerata
Corinna phalerata är en spindelart som beskrevs av Simon 1896. Corinna phalerata ingår i släktet Corinna och familjen flinkspindlar. Inga underarter finns listade i Catalogue of Life.